# Katedra za astronomiju, Beograd
Katedra za astronomiju Matematičkog fakulteta Sveučilišta u Beogradu je jedina zasebna katedra u Srbiji na kojoj se proučava astronomija i astrofizika (astronomski smjerovi ili predmeti na drugim sveučilištima postoje relativno odskora). Godinom osnutka Katedre smatra se 1880, kada su usvojene izmjene i dopune tadašnjeg zakona o obrazovanju, kojima se propisuje da se na Velikoj školi (preteči Sveučilišta) astronomija ima učiti zajedno s meteorologijom. Na Katedri su od tog vremena predavali poznati srpski profesori:  Milan Nedeljković, Đorđe Stanojević, Milutin Milanković, Vojislav Mišković i drugi.  Na Katedri danas radi desetak nastavnika i suradnika. Šef Katedre za astronomiju je Nadežda Pejović. Na Katedri se izvode osnovne, diplomske (master) i doktorske studije. Odnedavno Katedra sudjeluje u europskom Erasmus mundus master programu Astromundus.
Skupa s Astronomskom opservatorijom u Beogradu, Katedra za astronomiju Matematičkog fakulteta Sveučilišta u Beogradu izdaje časopis na engleskom jeziku Serbian Astronomical Journal.

## Vanjske poveznice
- Službene stranice
- Facebook: http://www.facebook.com/astro.math.rs